# آدم ستيفن كيلي
آدم ستيفن كيلي (بالإنجليزية: Adam Stephen Kelly)‏ هو مخرج بريطاني، ولد في 16 يوليو 1990 في شوريهام في المملكة المتحدة.

## وصلات خارجية
- آدم ستيفن كيلي على موقع IMDb (الإنجليزية)
- آدم ستيفن كيلي على موقع قاعدة بيانات الفيلم (الإنجليزية)